# Pérola
Pérola är en kommun i Brasilien.   Den ligger i delstaten Paraná, i den södra delen av landet, 1 100 km sydväst om huvudstaden Brasília. Antalet invånare är 10 208.
Trakten runt Pérola består i huvudsak av gräsmarker. Runt Pérola är det ganska glesbefolkat, med 28 invånare per kvadratkilometer.